# 奥斯卡·埃里克松 (射击运动员)
奥斯卡·埃里克松（瑞典語：Oscar Eriksson，1889年6月28日—1958年12月25日），瑞典男子射击运动员。他曾代表瑞典参加1920年夏季奥林匹克运动会射击比赛，获得男子团体50米小口径步枪银牌。